# Forte da Ribeira Quente

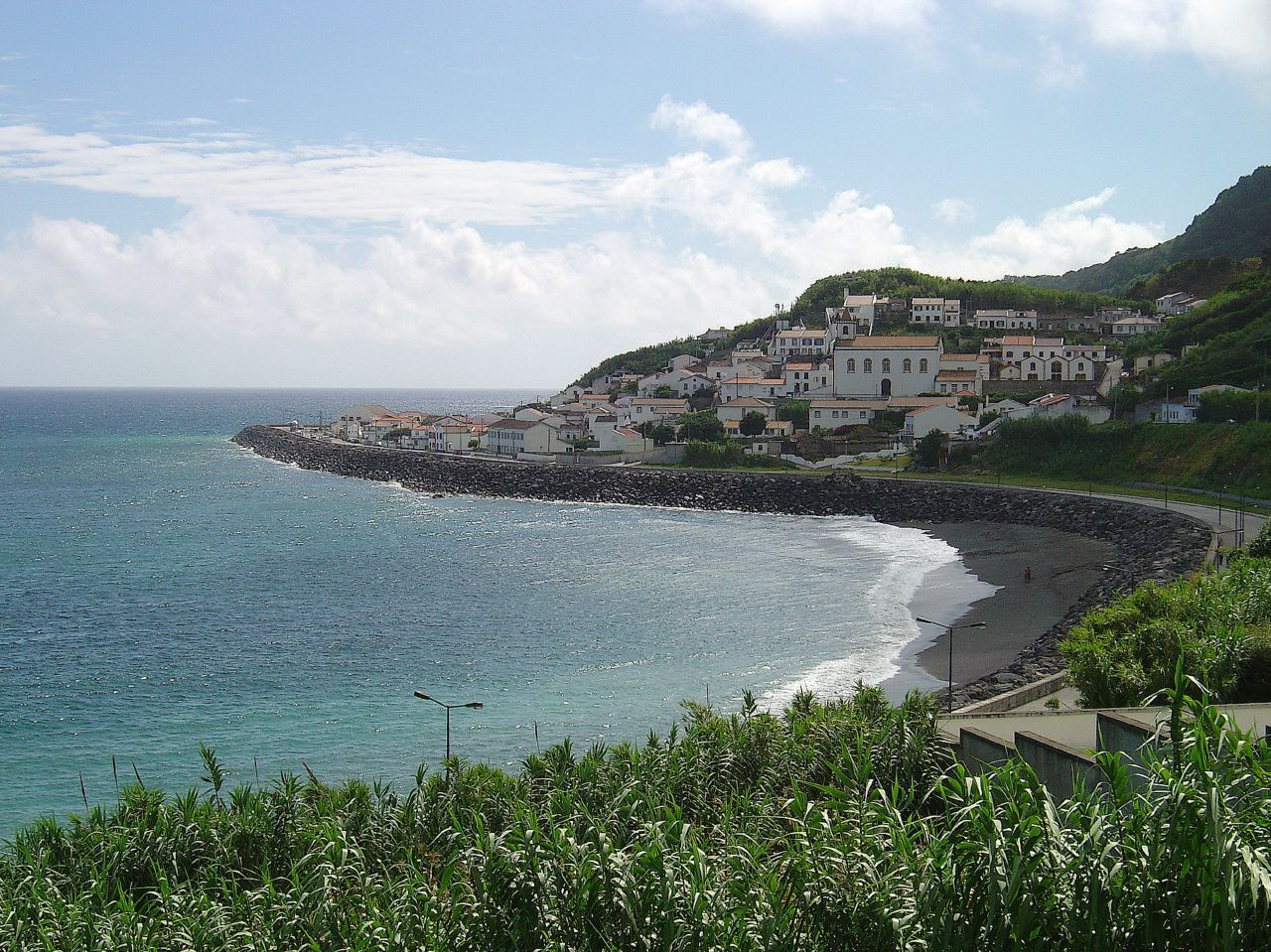
Ribeira Quente, Povoação.

O Forte da Ribeira Quente localizava-se no lugar da Ribeira, na convergência da Ribeira dos Tambores com o mar, na freguesia da Ribeira Quente, concelho da Povoação, no sudeste da ilha de São Miguel, nos Açores.
Em posição dominante sobre este trecho do litoral, constituiu-se em uma fortificação destinada à defesa deste ancoradouro contra os ataques de piratas e corsários, outrora frequentes nesta região do oceano Atlântico.

## História
Ao final do século XVIII, a Relação dos Castelos e mais Fortes da Ilha de S. Miguel do seu estado do da sua Artelharia, Palamentas, Muniçoens e do q.' mais precizam, pelo major engenheiro João Leite de Chaves e Melo Borba Gato, informava:
"Forte da Rib.a Quente - Termo da V.a Franca cituado quaize em 1/3 da extensão da praia, a maior da Ilha de 798 braças e oito palmos e meio, 240 braças e 7 palmos a esquerda do Forte, Leste, e 558 e palmo e meio a direita, Oeste; a sua baze he hu'a especie de saibro, e pedra pomes de q.' se compoem quaize todos os montes, e serras circunvizinhos ao lug.r das Furnas da lava q.' os vulcoens subterraneos na sua primeira erupção lançarão: Tem 5 canhoneiras e 5 peças desmontadas, palamenta e muniçoens nada. Tãobem reputo este por inutil porq.', alem da extenção, o inimigo q.'aqui desembarcou não tinha nem podia abrir estradas, porq.' serras altissimas de tão dificil accesso q.'apenas dão hu' estreito atalho."
Em um outro documento, sobre o forte o mesmo autor referiu ainda:
"No distrito de Vila Franca, poico mais de 3 légoas, a leste de Vila Franca o do ribª quente [forte], 2 1/2; esta cituado em meio de hûa pequena praia de ceixos miudos, e serve de porto do lug. tem hûma ruina em o flanco direito, Oeste, não tem pottoens, as cazas habitadas; porem em bom estado; tem 7 canhoneiras e 7 peças desmontadas, 'apalamenta e munições nada".
Esta estrutura não chegou até aos nossos dias. Conserva-se apenas a toponímia "rua do Castelo".

## Características
Constituiu-se em um forte de pequenas dimensões, em cujos muros se rasgavam cinco canhoneiras. Não foram localizados detalhes complementares sobre as suas edificações de serviço (Casa do Comando, Quartel de Tropa, Paiol de Pólvora) ou sua evolução.